# Янева, Цветелина
Цветелина Георгиева Янева (болг. Цветелина Георгиева Янева); (род. 5 октября 1989, Пловдив, Пловдивская область, Болгария) — болгарская певица в жанре поп-фолк, поп-музыки и народной музыки.

## Биография
Цветелина Янева родилась 5 октября 1989 года в городе Пловдив. Она идёт по стопам родителей: её отец Георгий Янев музыкант, а мать Пепа Янева певица народной музыки. Её семья живёт в Пловдиве, но долго жили в Белаштице, в 5 км от города, где у них есть дом и звукозаписывающая студия.
Цветелина начала карьеру с малых лет, когда она пела с оркестром. В детстве Цветелина начала петь народные песни, но в подростковом возрасте пела в жанре поп и джаз-музыки. Посещала уроки пения при местной радиостанции Задума местного профсоюза в её родном городе.

### 2008—2012: Начало карьеры и первые успехи
В середине 2008 года Цветелина подписала контракт с звукозаписывающей компанией Пайнер. В июле того же года она выпустила видеоклип на песню Открадната любов (рус. Украденная любовь).
В начале 2009 года она выпустила видеоклип на песню Три минути (Три минуты). В апреле того же года она выпустила видеоклип на песню Авторът е друг (рус. Автор это совсем другое) В сентябре того же года она выпустила ещё один видеоклип на песню Като вирус (рус. Как вирус).
В июне 2010 года Цветелина Янева пела песню Момиче за всичко (рус. Прислуга за все) на юбилейном концерте компании Пайнер.
В октябре в её день рождения певица представила свой дебютный альбом На първо място (рус. На первом месте) в клубе Sin City.
В начале 2011 года она выпустила видеоклип Какво правим сега (рус. То, что мы делаем сейчас) с певицей Марией, это для неё первая дуэтная песня.
В 2012 году выпустила второй альбом Мога пак (рус. Я могу опять) в День святителя Николая.

### 2013 — настоящее время: Новый альбом и дуэты
11 июня 2015 года на концерте по случаю 25-летия компании Пайнер Цветелина вместе с Преславой, Эмилией, Деси Славой, Галеной и Анелией представили новую версию популярной народной песни Лале ли си, зюмбюл ли си, а 9 июля выпустила клип на эту песню.
Перед Рождеством и Новым годом Цветелина вместе с Галеной и Галином представили песню Коледа (рус. Рождество).
В 2016 году Цветелина выпустила новую дуэтную песню Пей сърце (рус. Сердце поёт) вместе Галеной при участии Азиса, которая возглавила все чарты в жанре поп-фолка
В 2017 году выпустилась песня «Убий ме», которая стала на данный момент последней, но решила сделать перерыв по неизвестной причине

## Личная жизнь
Встречается с политиком Деляном Пеевским. В июле 2017 года Цветелина стала мамой, родила мальчика, имя его пока неизвестна и в течение беременности она скрывала эту новость от поклонников и СМИ

## Дискография

### Альбомы
- 2010 — На първо място / На первом месте
- 2012 — Мога пак / Я снова
- 2012 — Дъщеря на песента / Дочь песни

### Сборники
- 2006 — Орк Орфей — Стил и наслада
- 2009 — Орк Орфей — Стил и наслада 2
- 2012 — Мога пак / Я снова (первый видеоальбом)
- 2012 — Дъщеря на песента / Дочь песни (второй видеоальбом)

## Видеография
| Год  | Клип                           | Режиссёр                | Примечание                                                           |
| ---- | ------------------------------ | ----------------------- | -------------------------------------------------------------------- |
| 2008 | Открадната любов               | Тенчо Янчев             | Дебютный видеоклип                                                   |
| 2008 | Ранявай ме                     | Людмил Иларионов — Люси |                                                                      |
| 2009 | Три минути                     | Николай Скерлев         | Видеоклип сделан на льду местной ледовой арены.                      |
| 2009 | Авторът е друг                 | Людмил Иларионов — Люси |                                                                      |
| 2009 | Искаш война                    | Николай Скерлев         |                                                                      |
| 2010 | Момичето за всичко             | Николай Скерлев         |                                                                      |
| 2010 | Всичко                         | Николай Нанков          | Первый видеоклип в сотрудничестве с Николаем Нанковым.               |
| 2010 | Давай разплачи ме              | Николай Нанков          |                                                                      |
| 2010 | За контакти                    | Николай Нанков          |                                                                      |
| 2011 | По-страшно                     | Николай Нанков          |                                                                      |
| 2012 | Мога пак                       | Николай Нанков          | Видеоклип описывает, как проходит день и как одевается.              |
| 2012 | Две черти                      | Николай Нанков          | Видеоклип имеет сюжет об отношениях.                                 |
| 2013 | Безопасна                      | Николай Нанков          |                                                                      |
| 2013 | Счупени неща                   | Николай Нанков          | Видеоклип выполнен в стиле боевик.                                   |
| 2013 | Ще се гордееш                  | Николай Нанков          |                                                                      |
| 2013 | Без думи                       | Николай Нанков          | В видеоклипе Цветелина была брюнеткой                                |
| 2013 | В твой стил                    | Николай Нанков          | Певица меняла образ сначала белое, а потом красное.                  |
| 2013 | Без да ми се дърпаш            | Николай Нанков          |                                                                      |
| 2014 | Алергична                      | Николай Нанков          |                                                                      |
| 2014 | Още колко нощи                 | Николай Нанков          | Видеоклип снимали в Лос-Анджелесе.                                   |
| 2014 | Чакам теб                      | Николай Нанков          |                                                                      |
| 2015 | Страх ме е (с Фики)            | Николай Нанков          | Дуэтное видео                                                        |
| 2015 | Кажи ми, ало                   | Николай Нанков          |                                                                      |
| 2015 | Видимо изневерил               | Николай Нанков          | В видеоклипе можно увидеть слова этой песни.                         |
| 2015 | Коледа (с Галеной и Галином)   | Николай Скерлев         | Рождественский видеоклип                                             |
| 2016 | Пей сърце (с Галеной и Азисом) | Николай Нанков          | Дуэтное видео, в видеоклипе можно увидеть процесс цыганской свадьбы. |